# Gaston Duffour

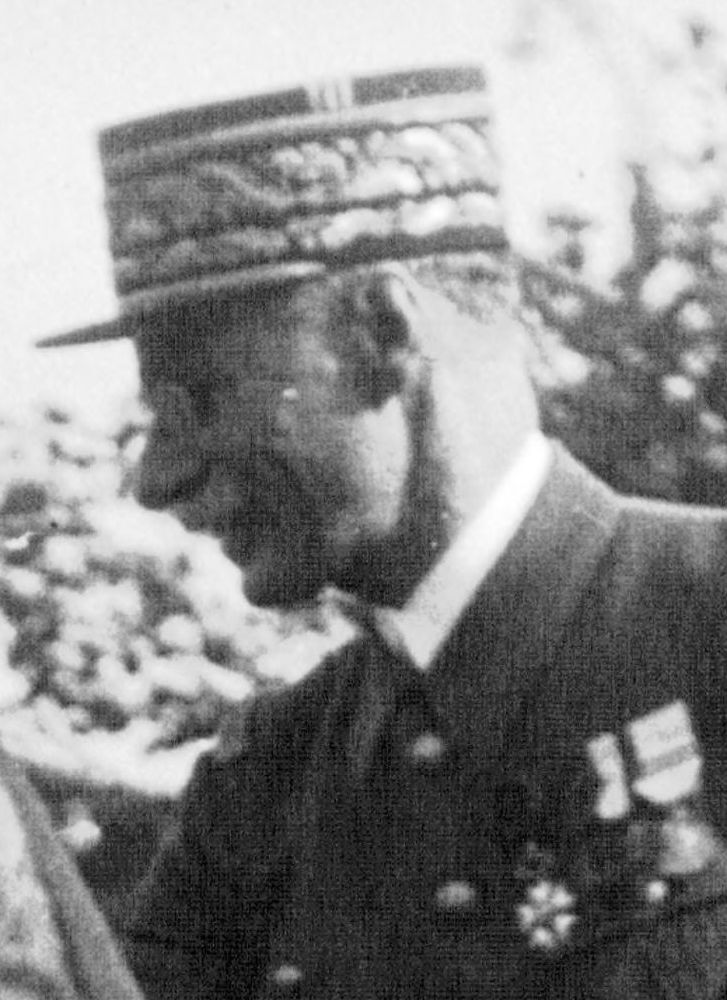
Generalmajor Gaston Duffour

Gaston Constant Gustave Adolphe Duffour (* 22. April 1875 in Saint-Josse-ten-Noode, Belgien; † 26. August 1953 in Versailles, Département Yvelines) war ein französischer Offizier und zuletzt Generalmajor (Général de division), der unter anderem zwischen 1928 und 1932 Kommandant der Kriegshochschule (École Supérieure de Guerre) war.

## Leben
Gaston Constant Gustave Adolphe Duffour absolvierte eine Offiziersausbildung an der Militärschule Saint-Cyr (École spéciale militaire de Saint-Cyr) und wurde nach deren Abschluss 1897 in das Heer (Armée de terre) der Streitkräfte (Forces armées françaises) übernommen. Er war Angehöriger der Jäger (Chasseurs alpins) und wurde nach zahlreichen Verwendungen 1912 Dozent für Taktik, Geschichte und Geografie an der Artillerie- und Ingenieurschule (École d’application de l’artillerie et du génie) in Metz. Während des Ersten Weltkrieges war er Major (Chef de bataillon) im Generalstab und wurde per Dekret vom 11. Januar 1916 Ritter der Ehrenlegion. Im weiteren Kriegsverlauf erfolgte am 30. September 1917 seine Beförderung zum Oberstleutnant (Lieutenant-colonel) und er wurde für seine Verdienste durch Dekret vom 30. Dezember 1918 zum Offizier der Ehrenlegion ernannt, wobei er zeitweise Kommandeur des 8. Infanterieregiments (8e régiment d’infanterie) war.
Nach Kriegsende übernahm er 1919 den Posten als Chef des für Operationsplanung zuständigen 3. Büros im Großen Hauptquartier (Grand Quartier Général) und wurde 1921 Dozent für Militärgeschichte an der Kriegshochschule (École Supérieure de Guerre), wo am 25. Dezember 1922 auch seine Beförderung zum Oberst (Colonel) erfolgte. Nachdem er zwischen dem 9. April 1924 und dem 7. Juli 1926 Kommandant des 64. Marokkanischen Tirailleur-Regiments (64e Régiment de tirailleurs marocains) war, fungierte er vom 7. Juli 1926 bis zum 29. Dezember 1928 zunächst als stellvertretender Kommandant und wurde daraufhin am 29. Dezember 1928 als Nachfolger von Generalmajor Julien Dufieux Kommandant der Kriegshochschule (École Supérieure de Guerre). Er war am 19. Mai 1928 zum Brigadegeneral (Général de brigade) befördert worden und behielt das Amt als Kommandant der École Supérieure de Guerre bis zu 18. März 1932, woraufhin Brigadegeneral Jules Hartung am 7. April 1932 ihn ablöste. In dieser Verwendung erfolgte am 14. November 1931 auch seine Beförderung zum Generalmajor (Général de division). 

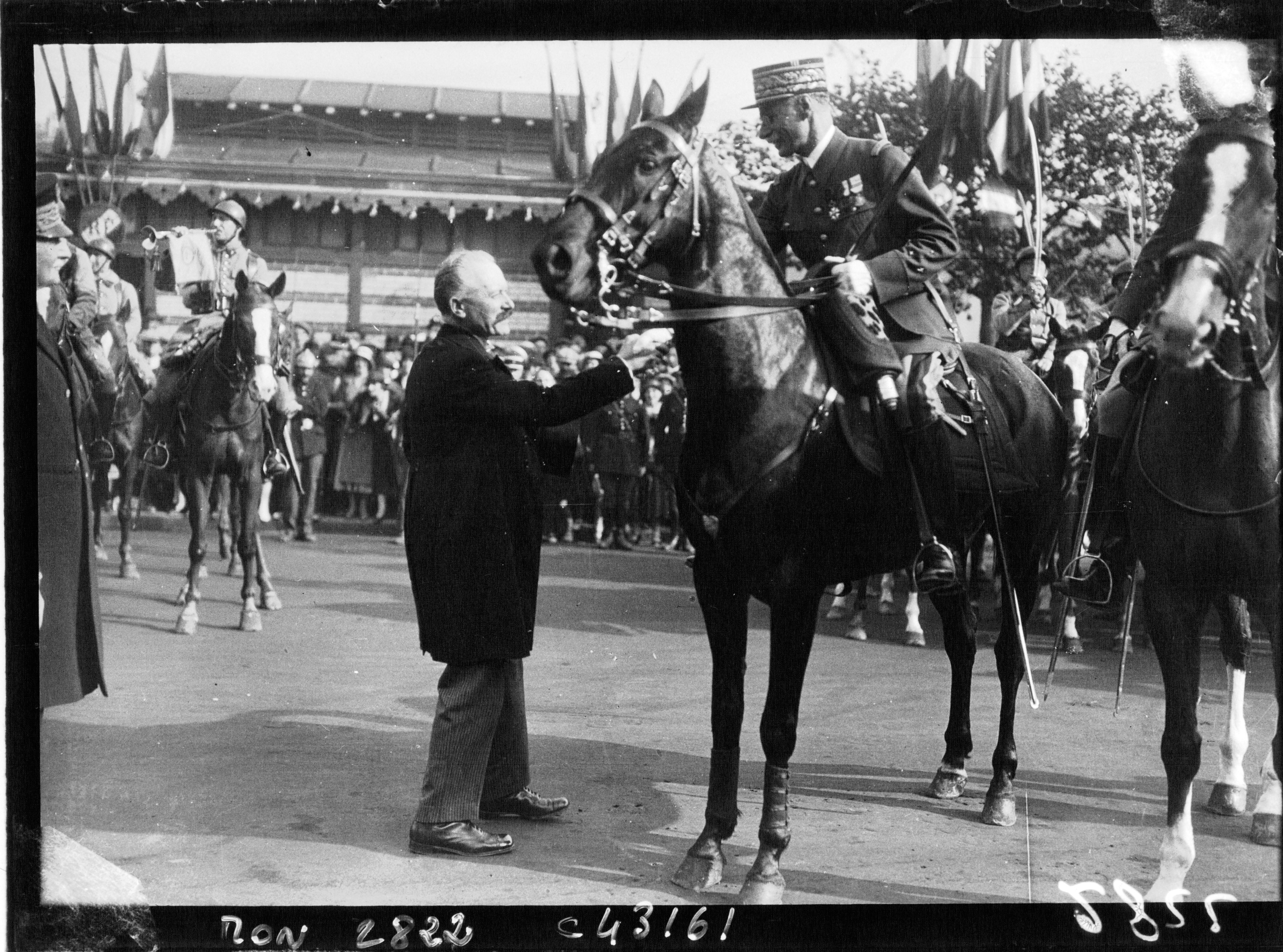
Generalmajor Duffour beim Besuch von Staatspräsident Albert Lebrun in Caen am 4. Juni 1932.

Er selbst war daraufhin vom 18. März 1932 bis zu seiner Ablösung durch Generalmajor Victor Bourret am 15. November 1934 Kommandeur der 5. Infanteriedivision (5e Division d’infanterie). Für seine Verdienste wurde er per Dekret vom 29. Dezember 1932 zum Kommandeur der Ehrenlegion ernannt. Am 15. November 1934 übernahm er den Posten als Kommandeur der 3. Militärregion (3e Région militaire) in Rouen und bekleidete diese Funktion bis zu seinem Eintritt in den Ruhestand am 22. April 1937. Er wurde für seine Verdienste durch Dekret vom 30. Juni 1937 auch zum Großoffizier der Ehrenlegion erhoben. 
Generalmajor Gaston Duffour wurde am 2. September 1939 bei Ausbruch des Zweiten Weltkrieges in den aktiven Militärdienst zurückbeordert und fungierte zwischen 2. September 1939 und dem 15. Januar 1940 als Kommandierender General des F-Korps, die nach ihm benannte Groupement Duffour. Danach war als Nachfolger von General Julien Dufieux vom 15. Januar bis zum 26. Mai 1940 zum einen Generalinspekteur der rückwärtigen Gebiete sowie des Weiteren in Personalunion zwischen dem 15. Januar und dem 26. Mai 1940 auch Generalinspekteur der Infanterie. Zuletzt fungierte er vom 26. Mai bis zum 1. Juli 1940 noch einmal als Kommandeur der 3. Militärregion, ehe er nach dem Waffenstillstand von Compiègne am 22. Juni 1940 am 1. Juli 1940 erneut in den Ruhestand trat.